# Izmael syn Fabiego
Izmael syn Fabiego (I wiek n.e.) - imię dwóch(?) arcykapłanów żydowskich.
Pierwszy był bezpośrednim następcą Annasza syna Setiego. Został mianowany arcykapłanem w 15 roku przez Waleriusza Gratusa, prefekta Judei. Został przez tegoż odwołany w 16 roku, a jego następcą został Eleazar syn Annasza.
Drugi Izmael syn Fabiego został mianowany arcykapłanem w 59 roku przez Heroda Agryppę II jako następca Ananiasza syna Nebedeusza. Krótko potem popadł w spór z Herodem Agryppą II, który w swoim pałacu w Jerozolimie wybudował ogromną komnatę, z której mógł obserwować wszystko co działo się w świątyni jerozolimskiej. Żydzi w odpowiedzi zbudowali mur, który miał zasłonić królowi widok. Herod Agryppa II oraz rzymski prokurator Porcjusz Festus nakazali zburzyć mur. Żydzi uzyskali zgodę na poselstwo w tej sprawie do Nerona. Na czele poselstwa stali Izmael oraz Helkiasz II (Helcjasz), strażnik skarbca świątyni. Neron zgodził się na pozostawienie muru, zatrzymując w Rzymie jako zakładników Izmaela i Helkiasza.
Na wieść o tym Herod Agryppa II w 60 roku pozbawił Izmaela urzędu i mianował na jego miejsce Józefa Kabiego.
Dalsze losy Izmaela nie są dokładnie znane. Przypuszczalnie po śmierci cesarzowej Poppei Sabiny w 65 roku został uwolniony. Ze względu na wybuch powstania w Judei w 66 roku skierował się do Cyreny, gdzie został stracony w 73 roku na polecenie Katullusa, rzymskiego namiestnika Pentapolis.
Nie można definitywnie wykluczyć, że jeden i drugi Izmael syn Fabiego to jedna i ta sama osoba.